# Jak oni śpiewają
Jak oni śpiewają – polski program telewizyjny typu talent show oparty na brytyjskim formacie Soapstar Superstar emitowany w latach 2007–2009 na antenie telewizji Polsat. (Kilka odcinków tego samego formatu wyprodukowano także w 2020 roku dla Telewizji Polskiej – pod nazwą Star Voice. Gwiazdy mają głos).

## Zasady programu
W programie brali udział aktorzy znani z polskich seriali (w szóstej edycji – finaliści poprzednich sezonów), którzy co tydzień w czasie widowiska nadawanego na żywo wykonywali utwory muzyczne. Ich występy oceniała komisja jurorska, której noty miały być wskazówką dla telewidzów, oddających głosy na uczestników za pomocą SMS-ów. Pod koniec każdego odcinka prowadzący ogłaszali nazwiska dwóch zawodników, którzy z powodu otrzymania najmniejszej liczby SMS-ów trafiali do tzw. strefy zagrożenia. W następnym odcinku odpadał uczestnik, który w ciągu kolejnego tygodnia otrzymał mniejszą liczbę głosów od telewidzów.
Wybór piosenek
Do czwartej edycji wybór piosenek dla uczestników po części należał do jury, a po części do telewidzów. Przewodniczący jury, Rudi Schuberth, wymieniał dwie propozycje utworów, a telewidzowie, dopisując odpowiedni numer do treści SMS-a z głosem na danego uczestnika, wybierali jeden z nich. Uczestnicy poznawali tytuły nowych piosenek pod koniec odcinka. Gdy w jednym odcinku uczestnicy śpiewali po dwie lub trzy piosenki, jedną z nich wybierali telewidzowie, a kolejna wskazywana odgórnie. Od piątej edycji telewidzowie nie mieli wpływu na wykonywane utwory. W pierwszych trzech edycjach repertuar w danym odcinku był zróżnicowany, jednak od czwartej odsłony wprowadzono podziały tematycznie odcinków – najczęściej odcinki poświęcane kultowym zespołom lub danej dekadzie.
Nagrody
Główną nagrodą w finale konkursu był Brylantowy Mikrofon bądź Diamentowy Mikrofon, singiel z dwiema piosenkami z programu (edycje 1–4) oraz kontrakt na nagranie własnej płyty (edycje 1–6). Spośród wszystkich zwycięzców kontrakt zrealizowała jedynie zwyciężczyni pierwszej edycji, Agnieszka Włodarczyk. Dodatkowo w pierwszej edycji do zdobycia był tytuł „śpiewającej supergwiazdy” i biżuteria firmy Schubert. Począwszy od drugiej edycji, laureat otrzymywał również samochód osobowy. Ponadto w pierwszej i drugiej edycji uczestnicy programu, którzy odpadli, otrzymywali telefon komórkowy oraz dwudniowy pobyt w Spa. W czwartej i piątej edycji zdobywcy drugiego miejsca otrzymywali w nagrodę pianino.

## Ekipa
Jurorzy
| Juror                | Edycja | Edycja | Edycja | Edycja | Edycja | Edycja |
| Juror                | 1      | 2      | 3      | 4      | 5      | 6      |
| -------------------- | ------ | ------ | ------ | ------ | ------ | ------ |
| Elżbieta Zapendowska | ●      | ●      | ●      | ●      | ●      | ●      |
| Edyta Górniak        | ●      | ●      | ●      | ●      | ●      | ●      |
| Rudi Schuberth       | ●      | ●      | ●      | ●      | ●      | ●      |

W pierwszych trzech edycjach funkcję czwartego jurora pełnił uczestnik, który w danym odcinku odpadł z dalszej rywalizacji. Na koniec odcinka mógł także wręczyć tzw. brylantowego jokera i ocalić jednego z uczestników od zagrożenia. W czwartej i piątej edycji funkcję tę pełniła za każdym razem inna osoba ze świata muzyki lub ogólnie rozumianego showbiznesu. W czwartej edycji byli to kolejno: Adam Sztaba, Piotr Rubik, Paweł Rurak-Sokal, Tomasz Karolak, Michał Wiśniewski, Stachursky, Krzysztof Cugowski, Dariusz Maciborek, Jacek Cygan, Piotr Kupicha, Grzegorz Skawiński, Barbara Balbierz (podopieczna Fundacji Polsat) oraz Maryla Rodowicz (dwie ostatnie panie w jednym odcinku); w piątej edycji zaś byli to kolejno: Katarzyna Cichopek, Marcin Miller, Andrzej Piaseczny, Jan Borysewicz, Mariusz Pudzianowski, Justyna Steczkowska, Marek Starybrat, Łukasz Zagrobelny, Ryszard Rynkowski, Łukasz Golec, Damian Aleksander oraz Beata Kozidrak (dwie ostatnie osoby w tym samym odcinku).
Prowadzący
| Prowadzący         | Edycja | Edycja | Edycja | Edycja | Edycja | Edycja |
| Prowadzący         | 1      | 2      | 3      | 4      | 5      | 6      |
| ------------------ | ------ | ------ | ------ | ------ | ------ | ------ |
| Krzysztof Ibisz    | ●      | ●      | ●      | ●      | ●      | ●      |
| Katarzyna Cichopek | ●      | ●      | ●      | ●      |        | ●      |
| Joanna Liszowska   |        |        |        | ●      | ●      |        |

Orkiestra i choreografia
W edycjach emitowanych na Polsacie orkiestrze przewodniczyli Jacek Piskorz (we wszystkich sześciu edycjach) oraz: Zbigniew Herdzin (edycja 1.), Zbigniew Jakubek (edycja 2.), Jan Zeyland (edycje 3–6); za choreografię zaś odpowiadali: Marcin Hakiel (edycja 1.) i Mateusz Polit (edycje 2–6).

## Wyniki poszczególnych edycji

### Pierwsza edycja (wiosna 2007)
| Miejsce | Uczestnik                        |
| ------- | -------------------------------- |
| 1.      | Agnieszka Włodarczyk             |
| 2.      | Natasza Urbańska                 |
| 3.      | Robert Moskwa                    |
| 4.      | Edyta Herbuś                     |
| 5.      | Marzena Kipiel-Sztuka            |
| 6.      | Włodzimierz Matuszak             |
| 7.      | Łukasz Płoszajski                |
| 8.      | Andrzej Nejman                   |
| 9.      | Marek Siudym                     |
| 10.     | Małgorzata Ostrowska-Królikowska |
| 11.     | Małgorzata Lewińska              |
| 12.     | Dominika Figurska                |
| 13.     | Piotr Szwedes                    |

### Druga edycja (jesień 2007)
| Miejsce | Uczestnik            |
| ------- | -------------------- |
| 1.      | Joanna Liszowska     |
| 2.      | Piotr Polk           |
| 3.      | Patricia Kazadi      |
| 4.      | Mikołaj Krawczyk     |
| 5.      | Jakub Tolak          |
| 6.      | Joanna Trzepiecińska |
| 7.      | Jakub Przebindowski  |
| 8.      | Katarzyna Zielińska  |
| 9.      | Katarzyna Sowińska   |
| 10.     | Aleksandra Woźniak   |
| 11.     | Małgorzata Teodorska |
| 12.     | Piotr Skarga         |
| 13.     | Dariusz Jakubowski   |

### Trzecia edycja (wiosna 2008)
| Miejsce | Uczestnik           |
| ------- | ------------------- |
| 1.      | Krzysztof Respondek |
| 2.      | Joanna Jabłczyńska  |
| 3.      | Kacper Kuszewski    |
| 4.      | Olga Bończyk        |
| 5.      | Aneta Zając         |
| 6.      | Grażyna Szapołowska |
| 7.      | Dariusz Kordek      |
| 8.      | Monika Dryl         |
| 9.      | Michał Koterski     |
| 10.     | Wojciech Medyński   |
| 11.     | Anna Janocha        |
| 12.     | Tomasz Bednarek     |
| 13.     | Joanna Kurowska     |

### Czwarta edycja (jesień 2008)
| Miejsce | Uczestnik           |
| ------- | ------------------- |
| 1.      | Artur Chamski       |
| 2.      | Karolina Nowakowska |
| 3.      | Aleksandra Szwed    |
| 4.      | Tomasz Stockinger   |
| 5.      | Anna Mucha          |
| 6.      | Elżbieta Romanowska |
| 7.      | Żora Koroliow       |
| 8.      | Łukasz Dziemidok    |
| 9.      | Monika Mrozowska    |
| 10.     | Jacek Poniedziałek  |
| 11.     | Katarzyna Galica    |
| 12.     | Jerzy Zelnik        |
| 13.     | Jolanta Fraszyńska  |
| 14.     | Jacek Kawalec       |
| 15.     | Alżbeta Lenska      |

### Piąta edycja (wiosna 2009)
| Miejsce | Uczestnik              |
| ------- | ---------------------- |
| 1.      | Laura Samojłowicz      |
| 2.      | Maciej Jachowski       |
| 3.      | Robert Kudelski        |
| 4.      | Aleksandra Zienkiewicz |
| 5.      | Krzysztof Hanke        |
| 6.      | Bożena Dykiel          |
| 7.      | Maria Niklińska        |
| 8.      | Jacek Borkowski        |
| 9.      | Samuel Palmer          |
| 10.     | Aleksandra Nieśpielak  |
| 11.     | Daniel Wieleba         |
| 12.     | Katarzyna Żak          |
| 13.     | Marcin Kwaśny          |
| 14.     | Andrzej Deskur         |

### Szósta edycja (jesień 2009)
Tę edycję nazywano mistrzowską, gdyż udział w niej wzięli uczestnicy, którzy w poprzednich edycjach programu zajęli pierwsze, drugie lub trzecie miejsce.
| Miejsce | Uczestnik            |
| ------- | -------------------- |
| 1.      | Krzysztof Respondek  |
| 2.      | Agnieszka Włodarczyk |
| 3.      | Artur Chamski        |
| 4.      | Joanna Liszowska     |
| 5.      | Patricia Kazadi      |
| 6.      | Robert Kudelski      |
| 7.      | Laura Samojłowicz    |
| 8.      | Joanna Jabłczyńska   |
| 9.      | Karolina Nowakowska  |
| 10.     | Maciej Jachowski     |
| 11.     | Robert Moskwa        |

## Emisja programu
| Edycja                          | Liczba odcinków                 | Sezon       | Początek emisji  | Koniec emisji     | Pora emisji  | Średnia oglądalność |
| ------------------------------- | ------------------------------- | ----------- | ---------------- | ----------------- | ------------ | ------------------- |
| Jak oni śpiewają (Polsat)       |                                 |             |                  |                   |              |                     |
| 1.                              | 13                              | wiosna 2007 | 3 marca 2007     | 2 czerwca 2007    | sobota 20.00 | 4 507 262           |
| 2.                              | 13                              | jesień 2007 | 8 września 2007  | 15 grudnia 2007   | sobota 20.00 | 4 109 762           |
| Jak oni świętują!               | Jak oni świętują!               | jesień 2007 | 22 grudnia 2007  | 22 grudnia 2007   | sobota 20.00 | 3 231 654           |
| 3.                              | 13                              | wiosna 2008 | 8 marca 2008     | 31 maja 2008      | sobota 20.00 | 3 583 305           |
| 4.                              | 13                              | jesień 2008 | 6 września 2008  | 6 grudnia 2008    | sobota 20.00 | 3 234 688           |
| 5.                              | 12                              | wiosna 2009 | 7 marca 2009     | 23 maja 2009      | sobota 20.00 | 3 077 198           |
| Jak oni śpiewają: Dzień Dziecka | Jak oni śpiewają: Dzień Dziecka | wiosna 2009 | 30 maja 2009     | 30 maja 2009      | sobota 20.00 | 2 474 901           |
| 6.                              | 10                              | jesień 2009 | 12 września 2009 | 21 listopada 2009 | sobota 20.00 | 2 785 239           |

## Oglądalność
Dane dotyczące oglądalności zostały oparte na badaniach przeprowadzonych przez AGB Nielsen Media Research i dotyczą wyłącznie oglądalności premiery telewizyjnej – nie uwzględniają oglądalności powtórek itp.
| Odcinek             | Edycja 1.                    | Edycja 2.                                    | Edycja 3.                    | Edycja 4.                        | Edycja 5.                                               | Edycja 6.                        |
| ------------------- | ---------------------------- | -------------------------------------------- | ---------------------------- | -------------------------------- | ------------------------------------------------------- | -------------------------------- |
| 1.                  | 5 689 616 (3 marca 2007)     | 3 523 435 (8 września 2007)                  | 3 882 171 (8 marca 2008)     | 2 902 586 (6 września 2008)      | 3 574 107 (7 marca 2009)                                | 2 625 087 (12 września 2009)     |
| 2.                  | 5 034 580 (10 marca 2007)    | 4 024 124 (15 września 2007)                 | 3 721 652 (15 marca 2008)    | 2 915 086 (13 września 2008)     | 3 455 327 (14 marca 2009)                               | 2 761 553 (19 września 2009)     |
| 3.                  | 4 824 807 (17 marca 2007)    | 3 724 614 (22 września 2007)                 | 3 691 033 (22 marca 2008)    | 3 516 900 (20 września 2008)     | 3 217 357 (21 marca 2009)                               | 2 503 453 (26 września 2009)     |
| 4.                  | 4 598 613 (24 marca 2007)    | 3 901 015 (29 września 2007)                 | 3 887 603 (29 marca 2008)    | 3 056 273 (27 września 2008)     | 3 365 570 (28 marca 2009)                               | 2 555 826 (3 października 2009)  |
| 5.                  | 4 565 689 (31 marca 2007)    | 4 238 745 (6 października 2007)              | 4 063 527 (5 kwietnia 2008)  | 3 172 681 (4 października 2008)  | 2 930 012 (4 kwietnia 2009)                             | 2 710 899 (10 października 2009) |
| 6.                  | 4 134 708 (14 kwietnia 2007) | 4 250 685 (20 października 2007)             | 3 773 542 (12 kwietnia 2008) | 2 870 249 (11 października 2008) | 2 462 815 (11 kwietnia 2009)                            | 2 337 845 (17 października 2009) |
| 7.                  | 3 798 140 (21 kwietnia 2007) | 4 238 954 (27 października 2007)             | 3 662 181 (19 kwietnia 2008) | 2 846 947 (18 października 2008) | 2 958 539 (18 kwietnia 2009)                            | 2 594 931 (31 października 2009) |
| 8.                  | 4 244 063 (28 kwietnia 2007) | 4 322 564 (3 listopada 2007)                 | 3 616 647 (26 kwietnia 2008) | 3 038 753 (25 października 2008) | 3 122 794 (25 kwietnia 2009)                            | 3 048 227 (7 listopada 2009)     |
| 9.                  | 4 204 654 (5 maja 2007)      | 4 070 232 (10 listopada 2007)                | 3 218 017 (3 maja 2008)      | 3 498 515 (8 listopada 2008)     | 2 762 761 (2 maja 2009)                                 | 3 141 112 (14 listopada 2009)    |
| 10.                 | 4 726 703 (12 maja 2007)     | 3 870 847 (24 listopada 2007)                | 3 185 420 (10 maja 2008)     | 3 377 363 (15 listopada 2008)    | 2 601 118 (9 maja 2009)                                 | 3 563 374 (21 listopada 2009)    |
| 11.                 | 3 949 779 (19 maja 2007)     | 4 203 547 (1 grudnia 2007)                   | 2 677 120 (17 maja 2008)     | 3 351 051 (22 listopada 2008)    | 2 966 945 (16 maja 2009)                                | —                                |
| 12.                 | 3 708 186 (26 maja 2007)     | 4 299 414 (8 grudnia 2007)                   | 3 353 778 (24 maja 2008)     | 3 121 808 (29 listopada 2008)    | 3 338 217 (23 maja 2009)                                | —                                |
| 13.                 | 4 977 556 (2 czerwca 2007)   | 4 758 730 (15 grudnia 2007)                  | 3 284 740 (31 maja 2008)     | 4 255 764 (6 grudnia 2008)       | 2 474 901 (30 maja 2009)Jak oni śpiewają: Dzień Dziecka | —                                |
| 14.                 | —                            | 3 231 654 (22 grudnia 2007)Jak oni świętują! | —                            | —                                | —                                                       | —                                |
| Średnia oglądalność | 4 507 262                    | 4 109 762                                    | 3 583 305                    | 3 234 688                        | 3 077 198                                               | 2 785 239                        |

     Odcinek specjalny

## Star Voice. Gwiazdy mają głos(2020)
7 lutego 2020 w programie Pytanie na śniadanie poinformowano o realizacji nowego programu rozrywkowego. Pięć dni później w oficjalnym komunikacie Telewizji Polskiej podano do informacji, że chodzi o program Star Voice. Gwiazdy mają głos, który opiera się na formacie Soapstar Superstar, jednak charakterystyczną zmianą jest rywalizacja dziennikarzy i sportowców obok aktorów. Nagrodą główną w nowej wersji miała być statuetka Diamentowego Mikrofonu oraz 100 tys. zł do przekazania na wybrany cel charytatywny, ponadto w każdym odcinku najlepszy uczestnik przekazywał na szczytny cel 10 tys. zł. Zachowano zasady pierwszych trzech edycji „Jak oni śpiewają” oraz formatowy dżingiel (wielokrotnie odtwarzany podczas odcinka).
Po zrealizowaniu trzech odcinków nadawca poinformował, że z powodu rozprzestrzeniania się koronawirusa w Polsce produkcja i emisja programu zostały zawieszone na okres dwóch tygodni. Przerwę przedłużono na czas nieokreślony, a 24 czerwca ogłoszono, że program nie powróci na antenę jesienią.

### Ekipa
Prowadzący i jurorzy
Program prowadzili Michalina Sosna i Mariusz Czerkawski. W skład jury weszli Helena Vondráčková, Mariusz Kałamaga i Majka Jeżowska.
Orkiestra i choreografia
W programie Dwójki orkiestrze przewodniczył Grzegorz Urban, a choreografią zajmował się Tomasz Barański.

### Uczestnicy
Uczestnikami programu zostali: Przemysław Babiarz, Beata Chmielowska-Olech, Tadeusz Chudecki, Aleksiej Jarowienko, Robert Koszucki (jedyny uczestnik, który odpadł z gry), Jacek Lenartowicz, Monika Pyrek, Marcel Sabat, Milena Sadowska, Aleksandra Szwed i Marcin Urbaś.

### Oglądalność
| Data           | Oglądalność |
| -------------- | ----------- |
| 28 lutego 2020 | 2,05 mln    |
| 6 marca 2020   | 1 596 412   |
| 13 marca 2020  | 1 181 202   |